# Scheiber Sándor (főrabbi)

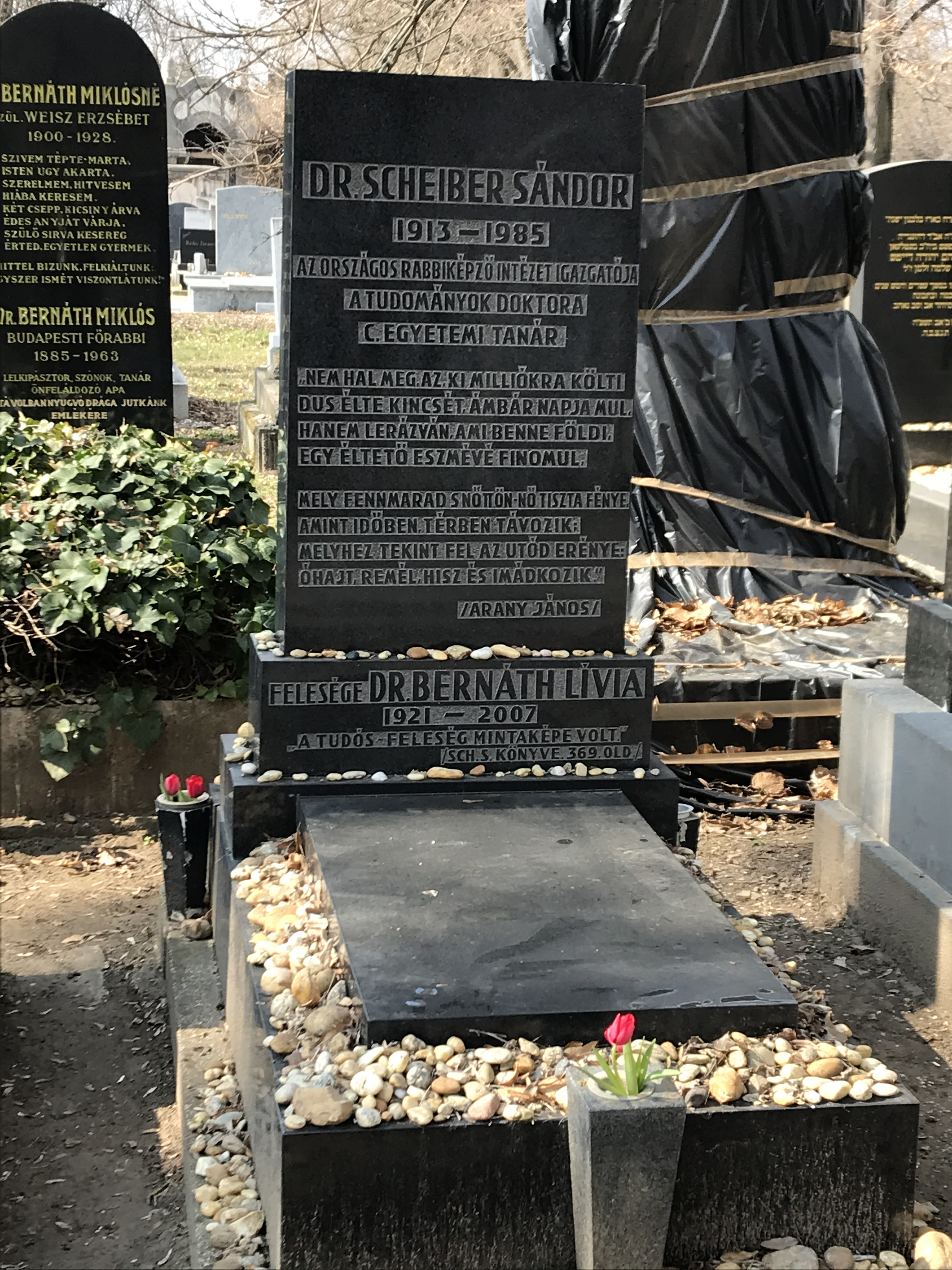
Sírja a Kozma utcai izraelita temetőben

Scheiber Sándor (Budapest, 1913. július 9. – Budapest, 1985. március 3.) nyelvész, irodalomtörténész, a nyelvtudományok doktora (1983), dunaföldvári főrabbi, a budapesti Országos Rabbiképző Intézet (a mai OR-ZSE) igazgatója, a neológ zsidóság egyik kiemelkedő alakja. A Scheiber Sándor Gimnázium, Általános iskola és Kollégium névadója.

## Életrajza
Apai és anyai ágon is ősei rabbik voltak. 1938-ban avatták rabbivá; Heller Bernát tanítványa volt. Ezután 1938 és 1940 között London, Oxford és Cambridge könyvtáraiban tanulmányozta (egyebek mellett) az ott fellelhető középkori héber kéziratokat. 1941-től 1944-ig Dunaföldváron volt főrabbi.
Magyarország német megszállásának napján, 1944. március 19-én Dunaföldvárról hajón a fővárosba utazott. Édesanyját az év utolsó napján a szeme láttára lőtték le a nyilasok egy ún. védett házban. Neki sikerült átvészelnie a háborút.
A második világháború után a pesti Országos Rabbiképző Intézet (a mai Országos Rabbiképző – Zsidó Egyetem) újjáépítésének és újjáindításának egyik vezéregyénisége volt, amit 1950-től haláláig igazgatott. Posztjáról semmilyen felkínált külföldi állásért le nem mondott. Elsősorban zsidó témájú könyveket adott ki (főleg a zsidó néprajz témakörében), vagy publikált újra (pl. Lőw Immánuel Fauna und Mineralienjét), de Arany- és Mikszáth-kutatásai is jelentősek.
1983-ban életművéért megkapta a nyelvtudományok doktora címet. Publikációinak száma 1600 körülire tehető. Fő műve a Geniza Studies (Hildesheim, 1981) volt, ami az egyetemes zsidó művelődéstörténettel foglalkozott.

## Művei

### Egyes könyvek
- Tárgytörténeti jegyzetek Mikszáth Kálmán műveihez I. A katekizmusi ének, Magyar Irodalomtörténeti Társaság, Budapest, 1947, 9 p (Az irodalomtörténet füzetei)
- Zsidó néprajzi adatok Kiss József műveiben, k. n., Budapest, 1948, 27 p (Különlenyomat az IMIT 1948. évkönyvéből)
- Vajda János levelei Milkó Izidorhoz, Akadémiai Kiadó, Budapest, 1958, 48 p (Irodalomtörténeti füzetek, társszerző: Zsoldos Jenő)
- Magyarországi zsidó feliratok (Corpus inscriptionum Hungariae judaicarum) – A III. századtól 1686-ig, Magyar Izraeliták Országos Képviselete, Budapest, 1960, 365 p
- Héber kódexmaradványok magyarországi kötéstáblákban. A középkori magyar zsidóság könyvkultúrája, Magyar Izraeliták Országos Képviselete, Budapest, 1969, 416 p
- Szemere Samu kilencvenedik születésnapjára, Budapest, Akadémiai Kiadó, 1971, 61 p
- Ó mért oly későn. Levelek Kiss József életrajzához. Kiss József halálának félévszázados évfordulójára, Magyar Izraeliták Országos Képviselete, Budapest, 1972, 125 p
- Folklór és tárgytörténet I–II., Magyar Izraeliták Országos Képviselete, Budapest, 1977, 463+599 p
- A Győri Izraelita Hitközség története (1930–47), Magyar Izraeliták Országos Képviselete, Budapest, 1979, 68 p (társszerző: Domán István)
- A Májmúni kódex. Móse Májmúni törvénykódexe, Magyar Helikon–Corvina, Budapest, 1980, ISBN 963-13-1221-6, 180 p (társszerző: Sed-Rajna Gabriella)
- Jewish inscriptions in Hungary. From the 3rd century to 1686, Budapest, Akadémiai Kiadó, 1983, 433 p
- ...és beszéld el fiadnak... Zsidó hagyományok Magyarországon, Corvina Könyvkiadó, Budapest, 1987, ISBN 963-132-136-3, 155 p (társszerző: Sivó Mária)
- A budapesti zsidó múzeum, Corvina Könyvkiadó, Budapest, 1987, ISBN 963-13-2350-1, 241 p (társszerzők: Benoschofsky Ilona, F. Dózsa Katalin, P. Brestyánszky Ilona)
- Héber és jiddis kútforrások és adatok Magyarország történetéhez. Különlenyomat, Szeged, 1990, 11 p (Különlenyomat a LYMBUS. Művelődéstörténeti Tár II. kötetéből.)
- Magyar zsidó hírlapok és folyóiratok bibliográfiája 1847–1992, MTA Judaisztikai Kutatócsoport, Budapest, 1993, ISBN 963-7450-77-7, 417 p
- Scheiber Sándor könyve. Válogatott beszédek, Múlt és Jövő Könyvek, New York–Budapest, 1994, ISBN 963-85295-0-4, 428 p
- A feliratoktól a felvilágosodásig – Kétezer év zsidó irodalma (Zsidó irodalomtörténeti olvasmányok), Múlt és Jövő Lap- és Könyvkiadó, Budapest, 1997, ISBN 963 85697 4 3, 288 p

### AMagyar Zsidó oklevéltárkötetei
Elektronikus elérhetőség: REAL-EOD, kisebbsegkutato.tk.hu:
- Magyar-zsidó oklevéltár V/1.: Pótkötet, 1096-1700. A Magyar Izraeliták Országos Képviselete, Budapest, 1959. (társszerző: Grünvald Fülöp)
- Magyar-zsidó oklevéltár V/2.: Pótkötet, 1701-1740. Izraelita Magyar Irodalmi Társulat, Budapest, 1960. (társszerző: Grünvald Fülöp)
- Magyar-zsidó oklevéltár VI.: Sopron, 1600-1740. A Magyar Izraeliták Országos Képviselete, Budapest, 1961. (társszerző: Grünvald Fülöp)
- Magyar-zsidó oklevéltár VII.: 1725-1748. A Magyar Izraeliták Országos Képviselete, Budapest, 1963. (társszerző: Grünvald Fülöp)
- Magyar-zsidó oklevéltár VIII.: 1264-1760. A Magyar Izraeliták Országos Képviselete, Budapest, 1965.
- Magyar-zsidó oklevéltár IX.: 1282-1739. A Magyar Izraeliták Országos Képviselete, Budapest, 1966.
- Magyar-Zsidó Oklevéltár X. A Magyar Izraeliták Országos Képviselete, Budapest, 1967.
- Magyar-Zsidó Oklevéltár XI. A Magyar Izraeliták Országos Képviselete, Budapest, 1968.
- Magyar-Zsidó Oklevéltár XII. A Magyar Izraeliták Országos Képviselete, Budapest, 1969.
- Magyar-Zsidó Oklevéltár XIII. A Magyar Izraeliták Országos Képviselete, Budapest, 1970.
- Magyar-Zsidó Oklevéltár XIV. A Magyar Izraeliták Országos Képviselete, 	Budapest, 1971.
- Magyar-Zsidó Oklevéltár XV. A Magyar Izraeliták Országos Képviselete, 	Budapest, 1972.
- Magyar-Zsidó Oklevéltár XVI. A Magyar Izraeliták Országos Képviselete, 	Budapest, 1974.
- Magyar-Zsidó Oklevéltár XVII. A Magyar Izraeliták Országos Képviselete, 	Budapest, 1977.
- Magyar-Zsidó Oklevéltár XVIII. A Magyar Izraeliták Országos Képviselete, 	Budapest, 1980.

## Emlékezete
- Scheiber Sándor-díj

## Egyéb irodalom
- Dán Róbert: Scheiber Sándor irodalmi munkásságának bibliográfiája In: Folklór és tárgytörténet, II. kötet, Magyar Izraeliták Országos Képviselete, Budapest, 1977, 507-575. p
- Nathaniel Katzburg: Beszélgetések Scheiber Sándorral és Fejtő Ferenccel,  	Bábel Kiadó, Budapest, 2000, ISBN 963-85973-1-3
- A könyvek hídja. Emlékfüzér Scheiber Sándorról, Urbis Könyvkiadó, Budapest, 2005, ISBN 963-9291-79-X
- 100 éve született Scheiber Sándor. Emlékkötet, Gabbiano Print Kft., Budapest, 2014, ISBN 978-615-5346-14-9